# Prenk Bibë Doda
Prenk Bibë Doda (nevének ejtése pɾɛnk bib dɔda; Orosh, Oszmán Birodalom, 1858/1860 ? – Milot közelében, 1919. március 22. vagy 25.) albán politikus, Mirdita vidékének örökletes kapitánya, Albánia 1900-as–1910-es évekbeli politikai színterének egyik meghatározó alakja volt. Gyermek- és kamaszkorát Konstantinápolyban töltötte a Porta túszaként. 1876-ban hazatért, és – apjától megörökölve a tisztséget – a Mirdita-vidék kapitánya lett. 1878-ban bekapcsolódott az albánok függetlenségéért küzdő Prizreni Liga tevékenységébe, amiért 1881-ben Kis-Ázsiába deportálták. Három évtizedet töltött száműzetésben, amikor 1908-ban amnesztiában részesült, és újra elfoglalhatta a mirditák kapitányi tisztségét. Albánia függetlenné válása után, 1913 márciusától a Qemali-kormány miniszterelnök-helyettese lett, majd politikailag és katonailag egyaránt támogatta az 1914 márciusa és szeptembere között uralkodó Vilmos fejedelmet. 1916 januárjában üdvözölte Észak-Albánia osztrák–magyar annexióját, 1918 decemberében pedig az olasz megszállók gyámkodásával létrejött Përmeti-kormány miniszterelnök-helyettese lett. Vérbosszú áldozataként vesztette életét.

## Életútja
Apja Bibë Doda pasa, négy évtizeden át a Mirdita-vidék római katolikus törzseinek kapitánya (kapedan), a Gjonmarkaj nemzetség feje, második felesége és Doda anyja egy Lura-vidéki muszlim nő volt. Noha birtokaik mérete nem volt összehasonlítható a közép- és dél-albániai bégekével, észak-albániai viszonylatban kiterjedt erdőterületekkel rendelkeztek. Mirdita központjában, Oroshban született, ahol taníttatását apja titkára, az arberes papköltő, Leonardo Di Martino gondjaira bízták. Apját 1868-ban meggyilkolták, a gyermek Doda pedig egy évvel később túszként Konstantinápolyba került, és az Oszmán Birodalom székvárosában érett felnőtté.

### Részvétele a Prizreni Liga harcaiban (1876–1881)
1876-ban tért vissza Mirditába, és vette át az apja után őt megillető kapitányi tisztséget. Még Konstantinápolyban ismeretséget kötött orosz és osztrák–magyar diplomatákkal, s tanácsukat követve tárgyalások útján igyekezett elnyerni Montenegró katonai támogatását Mirdita függetlenségének kivívására. Az erőszakos katonaállítás intézménye miatt csakhamar lázongás tört ki a régióban, amelynek Doda az élére állt. A korábban megígért montenegrói segítség azonban elmaradt, és miután 1876 decemberétől az oszmán sereg egyre nagyobb erővel támadta a mirditákat, 1877 márciusában Doda taktikusan felfüggesztette a felkelés támogatását, amely így össze is omlott.
Amikor egy évvel később, 1878 júniusában a függetlenségükért harcoló albánok megalakították az ellenállást szervező Prizreni Ligát, Doda csatlakozott a mozgalomhoz. Valójában azonban nem annyira az albánság közös ügye motiválta, mint inkább saját ambíciói. Azon fáradozott, hogy Mirdita tágabb régiójában egy római katolikus fejedelemséget alakítson ki, amelynek fővárosa Shkodra lett volna. Nevébe ebben az időszakban vette fel a Preng (geg ’fejedelem’) előtagot. 1880. április 3-án a Shkodrában megalakított Hegyvidéki Védelmi Liga (Lidhja Mbrojtëse e Malësisë) alelnöke lett. A szervezet azért jött létre, hogy ha kell, fegyverrel akadályozza meg az 1878-as San Stefanó-i béke végrehajtását, albán lakta oszmán területek Montenegróhoz kerülését. 1880 nyarán Doda hatezer mirdita harcos élén részt vett a fegyveres küzdelemben, és Tuzt (ma Tuzi) védte a montenegrói csapatok ellen. Idővel a vidék védelmét feladta, és visszavonult Mirditába, 1880 novemberében pedig már tétlenül szemlélte, ahogy Ülgün (ma Ulcinj) is Montenegróhoz került. A Prizreni Liga leverését követően, 1881-ben a szultán iránti hűség vádjával letartóztatták, és Kis-Ázsiába deportálták.
Ezekben az években a vad albán vidék római katolikus, díszes öltözetű ifjú mirdita kapitányának alakja a romantikára hajlamos nyugati újságolvasó közönség egyik kedvence lett. Főként a mirditák között tartózkodó Zubovics Fedornak köszönhetően gyakran jelentek meg róla cikkek magyarországi lapokban is, a Vasárnapi Ujság 1880. augusztus 15-ei száma pedig Törs Kálmán Bibë Dodáról írt vezércikke mellett a címlapján hozta a róla készült metszetet.

### Száműzetésben (1881–1908)

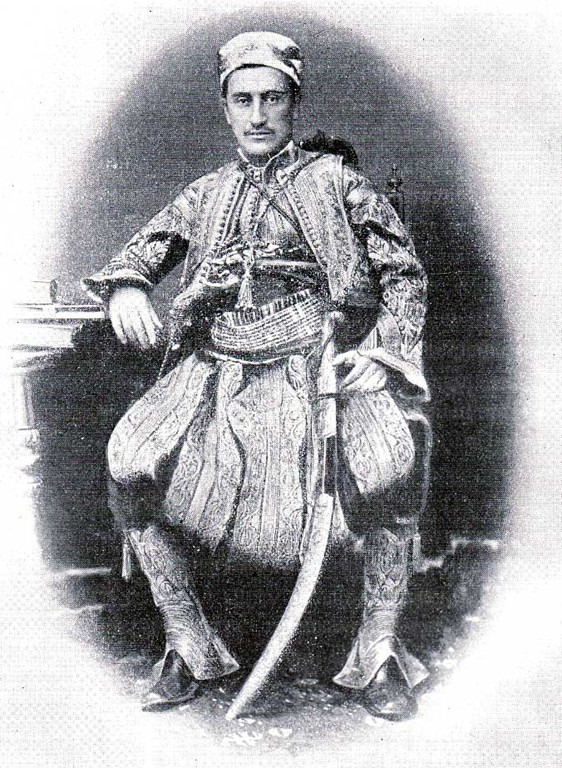
Doda az 1890-es években

Doda csaknem három évtizedet töltött kis-ázsiai, konstantinápolyi száműzetésében. Bár törzsétől kényszerűen távol volt, az otthonmaradottak nem választottak maguknak új kapitányt, vezetőjükként továbbra is őt tisztelték és visszavárták. A mirditák apátja, Preng Doçi 1896 körül felmelegítette a római katolikus mirdita fejedelemségről szőtt korábbi terveket abban a reményben, hogy megvalósításához elnyeri az Osztrák–Magyar Monarchia tetszését, s a nagyhatalom sikeresen közbenjárhat Doda szabadon engedéséért is. 1903-ban a mirditák felkeltek és megtámadták a lesi (ma Lezha) helyőrséget is, hogy így kényszerítsék ki kapitányuk szabadon engedését, de nem jártak sikerrel. Doda sora eközben jobbra fordult: tiszti rendfokozattal II. Abdul-Hamid oszmán szultán albán testőrségének tagja lett.
Miután 1908-ban nyert az ifjútörök forradalom és az 1877-ben felfüggesztett alkotmányt újból életbe léptették, az Oszmán Birodalom albán területei is csatlakoztak az ifjútörök kormányt támogatók sorához és felesküdtek az alkotmányra. A mirditák azonban távol tartották magukat az eseményektől, arra hivatkozva, hogy kapitányuk fogságban van, és nélküle ilyen nagy horderejű dologban nem dönthetnek. Több sem kellett a konstantinápolyi kormánynak, Doda amnesztiában részesült, és 1908. szeptember 30-án újra albán földre lépett.

### Harc a független Albániáért (1908–1914)
A mirditák – török hadsegédi uniformisban – hazatérő kapitányukat kitörő lelkesedéssel, uralkodónak kijáró ünnepléssel fogadták. A hazatérését követő időszak azonban csalódottsággal töltötte el a mirditákat: Doda huszonhét évet töltött száműzetésben, és jóformán idegenként, megtörve tért vissza saját hazájába. Kapitányi mivoltát, az általa betöltött tisztséget továbbra is mélységesen tisztelték. Az országban tartózkodó Edith Durham jegyezte le a Doda körüli ambivalens érzésekről: „A mirditák nem tehetik meg ezt vagy azt, mert Prenk nem fog hozzájárulni. Persze szeretnék megtenni. De mit tehetnének? Hiszen vezérnek született. Az Isten küldte őt. Azt kell tenniük, amit ő mond.”
Doda azonban hamarosan ismét teljhatalommal kormányozta Mirditát, és 1911-től a konstantinápolyi parlament képviselője lett. Az albán függetlenség kikiáltásának előestéjén, 1912-ben már az albánok lakta területek egyik megkerülhetetlen hatalmi tényezője lett a Közép-Albániát maga mögött tudó Esat Toptani és a Dél-Albániában tevékenykedő Ismail Qemali mellett. Két évvel később maga Doda a következőket mondta Vilmos fejedelemnek: „Ha Albánia egységét akarod, meg kell öletned Ismail Qemalit, Esat pasát [ti. Esat Toptanit] és engem is. Engem ki ne felejts!” Jóllehet, ideiglenesen ismét feltámadtak fejedelmi ambíciói, végül a függetlenséget kikiáltó Qemali mellé állt, és 1913 márciusában a Qemali-kormány miniszterelnök-helyettese lett. Nagypolitikai szerepvállalása ugyanakkor regionális nimbuszának csökkenésével járt: amikor 1913. szeptember 2-án Lezhában találkozott a mirditák és más északalbán törzsek vezetőivel, hogy a Qemali-kormány támogatására kérje őket, dolgavégezetlen kellett távoznia.
Miután 1913. július 29-én a londoni konferencián részt vevő nagyhatalmak létrehozták az Albán Fejedelemséget, Qemalié és Toptanié mellett Doda neve is felmerült mint lehetséges albán fejedelemé. Végül azonban 1914. március 7-én a német hercegi családból származó Vilmos fejedelem került a trónra, akit Doda politikailag és katonailag egyaránt támogatott. Az 1914. március 14-én megalakult Përmeti-kormányban Doda kapta meg a közmunkaügyi tárcát, de feladatát ténylegesen nem látta el. Miután Esat Toptani megakadályozott puccskísérlete után, 1914. május 20-án a Përmeti-kormány újjáalakult, Doda megbízást kapott a külügyi tárca vezetésére. Másnap, 1914. május 21-én kitört a főváros, Durrës köré ostromgyűrűt vonó közép-albániai felkelés, amelynek céljait vezetőik Vilmos fejedelem ellenében, egy muszlim uralkodó trónra kerülésében és az oszmán fennhatóság visszatérésében fogalmazták meg. Doda csatlakozott a fejedelmet védő erőkhöz, és június 1-jén hétszáz mirdita és más hegyvidéki harcos élén Lezhából Durrësba hajózott. Fegyveresei száma a következő hetekben tovább gyarapodott, de emberei például a június 15-ei durrësi ütközetben leginkább fegyelmezetlenségükkel tűntek ki. Június 17-én Doda a felkelők krujai csoportjával tárgyalt, de a megbeszélések sikertelensége után, június 19-én ismét harcba bocsátkozott ellenük. Az elkövetkező napokban, bár a lázadók főbb shijaki bázisának megtámadására nem szánta el magát, az Ishëm völgyében több magaslatot megtisztított az inszurgens csapatoktól. Időközben a fővárosban elterjedt a szóbeszéd, hogy Doda lepaktált a felkelőkkel, így június 22-én menesztették a Përmeti-kormányból. Eközben ő tovább harcolt, és bár június 23-án a felkelők rövid időre foglyul ejtették, június 27-én elfoglalta Prezát, majd sikeresen meggyőzte a Mat-vidék nemzetségfőjét, Ahmet Zogollit, hogy kétezer embere élén a felkelők krujai és tiranai bázisa ellen vonuljon. Maga Doda azonban július első harmadában felfüggesztett minden harci cselekményt, Shijak vonalánál tovább nem nyomult, sőt, visszahúzódott Lezha környékére és harcoló alakulatait feloszlatta. Vilmos fejedelem a továbbiakban árulónak tekintette Dodát.
Az Albán Fejedelemség 1914. szeptember 6-ai összeomlását, majd Esat Toptani október 5-ei hatalomba kerülését követően a Toptani-kormánytól és az annak ellenében szerveződő Krujai Ligától egyaránt elhatárolódva Észak-Albánia igazgatását szervezte. 1914 novemberétől egyfajta kormányszervként működő shkodrai bizottságot elnökölt, amelynek fennhatósága a hegyvidéki területeken kívül a part menti Lezhára és Shëngjinre is kiterjedt.

### Kollaborálás a megszállókkal (1916–1919)
Az első világháborúban, 1916. január 28-án, amikor küszöbön állt Észak-Albánia osztrák–magyar annexiója, Aqif Elbasanival, Kara Seittel, Fejzi Alizotival és Luigj Gurakuqival közösen kiáltványt tettek közzé Shkodrában, amelyben az országba bevonuló Monarchia csapatait felszabadítókként üdvözölték, és felszólították a lakosságot a megszálló katonákkal való együttműködésre.
A világháború lezárulását követően az Olaszország által megszállt területen, olasz gyámkodással létrejött, 1918. december 25-ei durrësi nemzetgyűlés egyik résztvevője volt, és a nemzetgyűlés által megbízott, a megszállókkal kollaboráló Përmeti-kormány miniszterelnök-helyettese lett.
Három hónappal később, 1919 márciusában vérbosszú áldozata lett. A fővárosból, Durrësból Shëngjinbe tartott, amikor a Mat mocsaras partvidékét átszelő országúton agyonlőtték. Gyilkosa az a kelmendi törzsbeli Ded Coku (máshol Ded Soko) volt, aki így állt bosszút a mirditák kapitányán azért, mert az évekkel korábban, 1913 októberében parancsot adott fivére, Gjeto Coku meggyilkolására. Cokut letartóztatták és börtönbe vetették. Miután Doda utód nélkül halt meg, a mirditák új kapitánya Marka Gjoni lett.